# Robozone
Robozone ist ein Computerspiel von Arc Developments aus dem Jahr 1991. Vertrieben wurde es von Image Works.

## Handlung
Die Handlung spielt im Jahr 2067 in New York City. Die Menschheit war dazu gezwungen ihre verseuchten Städte zu verlassen und ließ dort Roboter-Wächter zurück, die sogenannten Wolverines. Von diesen Wolverines wurde einer nach dem anderen zerstört. Nur einer blieb übrig und muss in das Lager der gnadenlosen Scavengers vorstoßen, um es zu zerstören und so die Erde zu retten.

## Spielprinzip
Das Spiel ist in drei Level unterteilt, die alle auf Shoot-up-Basis basieren, aber auf jeweils unterschiedliche Weise. Das erste Level hat multidirektionales Scrollen und einen Labyrinthaspekt. Der zweite Level ist ein 3D-Abschnitt, der schnelle Reaktionen erfordert. Der dritte Level besteht aus einem horizontal scrollenden, zeitlich begrenzten Abschnitt aus der Seitenansicht, während man sich der Zerstörung des Verseuchungs-Emitters nähert.

## Kritik
„Beenden wir das grausame Spiel lieber an dieser Stelle: Der Vorspann von Robozone ist gut, über den Rest breitet man besser den mildtätigen Schleier des Vergessens aus. Horizontal ruckelndes Rumgeballere der langweiligen und manchmal unfairen Sorte halt. Bis auf den zweiten Level, der ist in 3D (der entfernt an einen „Battlemech“ erinnernde Robby läuft „in den Screen“ hinein), aber deswegen nicht viel besser. Der standesgemäße Technosound ist ganz OK, Animationen und Gameplay eher nicht. Wer‘s trotzdem kauft, wird schon wissen, warum.“

„Nichtsdestotrotz ist die ganze Sache ziemlich daneben gegangen. Die Grafik geht zwar noch, der Sound ist schon schlechter, und der Spielablauf ist die reinste Schlaftablette. IMAGE WORKS weiß schon, wie man unsereins vorm Screen fesseln kann (...indem man ihn davor einschläfert??). Okay, okay, wenigstens ist der Vorspann ganz nett, aber der allein zieht das Kind auch nicht aus dem Teich...“

„An sich ist das Spiel ja nicht übel, nur ist die Idee schon zu oft aufgegriffen worden. Sowohl Grafik als auch Sound sind ganz nett, doch nichts, was einen vom Hocker reißen könnte. Die Programmierer hätten besser mehr Arbeit in ihr Spiel als in das Intro stecken sollen.“

## Trivia
Arc Developments stellte überwiegend Lizenztitel her, dies scheint jedoch keiner zu sein. Als die Entwicklung von Robozone begann, war sie jedoch mit einer in Entwicklung befindlichen TV-Show verbunden, die vom britischen Filmregisseur Bob Keen geschrieben wurde und sich bekämpfende Roboter zeigen sollte. Da die TV-Show jedoch nie fertiggestellt wurde, entwickelte sich das Design davon weg, obwohl es angeblich immer noch in Eile veröffentlicht wurde.